# Đảo Raza
Đảo Raza là một đảo thuộc tỉnh bang British Columbia, Canada. Đảo là một phần của quần đảo Rendezvous, trong Calm Channel cho nền được xem là một phần của quần đảo Discovery. Tọa lạc giữa đảo Vancouver và bờ biển đất liền Canada, giữa eo biển Georgia và eo biển Johnstone.